# ABC Signature
Cet article concerne la filiale de Disney ayant utilisé le nom Touchstone Television entre 1985 et 2007. Pour l'autre filiale ayant récupéré le nom en 2020, voir Touchstone Television.
ABC Signature, anciennement ABC Studios et ex-Touchstone Television, est une entreprise de production et de distribution de programmes télévisés de la Walt Disney Company créée en 1985.
Elle produit et co-produit des programmes télévisés pour plusieurs networks ainsi que pour des chaines câblées et des services de streaming. Elle bénéficie également d'une unité de production destinée à la co-production de programmes avec des sociétés étrangères.
En 2012, quand elle s'appelait encore ABC Studios, elle fonde une seconde unité de production nommée ABC Signature Studios, spécialisée dans les programmes à destination du câble et service de streaming. Néanmoins, les deux entreprises fusionnent en 2020 pour devenir simplement ABC Signature.

## Présentation
ABC Signature est la principale entreprise de production d'ABC, chaîne appartenant à la Walt Disney Company, néanmoins, elle produit et co-produit également des programmes télévisés pour plusieurs autres networks ainsi que pour des chaines câblées.
En plus de sa branche principale, ABC Signature disposait d'une unité de production, ABC Studios International, qui co-produisait des séries avec des entreprises étrangères. Néanmoins, elle ferme en 2020.
Quand elle s'appelait ABC Studios, l'entreprise bénéficiait également d'une seconde unité, ABC Signature Studios, spécialisée dans les programmes à destination du câble et service de streaming et dont elle tient son nom à la suite de la fusion entre les deux en 2020.
En vidéo, ces productions sont distribuées via Walt Disney Home Entertainment, une filiale de la Walt Disney Company.

## Historique

### 1985-2011: Touchstone Television et ABC Studios
En 1985, la Walt Disney Company crée une filiale spécialisée dans la production télévisuelle nommée Touchstone Television dépendant de Touchstone Pictures, l'un des studios de cinéma du groupe[réf. nécessaire].
En 1996, à la suite du rachat de ABC par Disney, Touchstone Television a absorbé ABC Circle Films et son catalogue pré-1973 et fait aujourd'hui partie de la filiale Walt Disney Television.
Disney a annoncé le 8 février 2007 le renommage de Touchstone Television en ABC Television Studio. En mai 2007, le nom est officiellement ABC Studios et c'est ce qui est inscrit au générique des productions. Toutefois plusieurs productions conservent au générique des mentions Touchstone Television, comme  Monk par exemple. À partir de la saison 2009-2010 (débutant en septembre 2009), le nom du studio apparaît au début du générique, première du genre aux États-Unis (bien qu'au Royaume-Uni l'a pratiqué dans les années 1960)[réf. nécessaire].
Le 29 octobre 2009, Disney annonce vouloir augmenter le nombre de studio de tournage à sa disposition en créant un studio sur une parcelle du Disney's Golden Oak Ranch de 56 acres (0,2 km2) située en bordure de l'autoroute. Ce site baptisé Disney-ABC Studios at the Ranch devrait nécessiter un budget de 522 millions de $ et compter plusieurs studios fermés pour un total de 216 000 pieds carrés (20 067,1 m2) ce qui doublerait la superficie des studios Disney.
Le 14 octobre 2010, Disney annonce la production par ABC Television Studio de séries télévisées issues de Marvel (racheté fin 2009) dont Hulk et Le Punisher.
Le 20 octobre 2011, Disney annonce un contrat de production d'une série télévisée pour la chaîne russe Perviy Kanal.

### 2012-2019: Création d'ABC Signature Studios
Au début des années 2010, ABC Studios augmente les productions vendues à des réseaux tiers, en dehors du groupe Disney. La série Cougar Town d'ABC est diffusée sur Turner Broadcasting System et  Devious Maids sur Lifetime.
En octobre 2012, une entité ABC Signature Studios est créée au sein d'ABC Studios. En 2013, Tracy Underwood vice-présidente des séries d'ABC Studios est nommée  vice-présidente d'ABC Signature. L'entreprise est officiellement enregistrée le 23 septembre 2013
L'une des premières séries développées par ABC Signature est Mistresses pour le compte d'ABC. La première production pour un réseau tiers est Benched (en) pour USA Network avec un pilote en décembre suivi par des productions pour A&E, WEtv et TBS. Le 26 février 2014, Disney annonce un budget de 200 millions d'USD sur trois ans pour produire dans la région de New York quatre séries Marvel destinées à Netflix et coproduites par Marvel Television et ABC Studios. Une série intitulée Rated P For Parenthood est produite en juin 2014 pour Freeform.
En avril 2015, ABC Studios et Signatures signent un contrat de 2 ans avec Black Label Media. En octobre 2015, c'est McG's Wonderland Sound & Vision qui signe un contrat similaire qui débouche sur deux productions pour Freeform
En avril 2016, Freeform annonce la série Cloak and Dagger co-produite par Marvel Television. Une seconde coproduction Marvel est lancée en août 2016, Runaways avec une diffusion sur Hulu.
Une série tirée de la franchise Mighty Ducks est annoncée en janvier 2018 pour Disney+.

### Depuis 2019: Réorganisation à la suite de l’acquisition de 21st Century Fox
Le 22 mars 2019, Craig Hunegs, président de la branche télévisée de Disney, dévoile que malgré l'acquisition de 21st Century Fox, les différentes filiales télévisées des deux studios (ABC Studios pour Disney ainsi que 20th Century Fox Television et Fox 21 Television Studios pour 21st Century Fox) ne fusionneront pas et resteront indépendants.
Mais le 10 août 2020, Disney annonce que ces filiales seront rebaptisées,. ABC Studios fusionne alors avec sa mini-entreprise ABC Signature Studios pour devenir simplement ABC Signature,. De son côté, Fox 21 Television Studios récupère le nom Touchstone Television que ABC Signature a utilisé lors de ses débuts,.

## Identité visuelle

Ancien logo de Touchstone Television (septembre 2004 à mai 2007)
Logo d'ABC Television Studio (mars à  mai 2007)
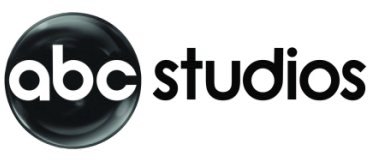
Logo d'ABC Studios (de juin 2007 à août 2020)
Logo d'ABC Signature Studios (de juin 2012 à août 2020)
Logo d'ABC Signature (depuis août 2020)

## Liste des séries
Note : Les séries indiquées en gras sont en cours de diffusion.

### Années 1980
- Wildside (en) (1985)
- Les Craquantes (The Golden Girls) (1985–1992)
- The Ellen Burstyn Show (en) (1986-1987)
- Harry (en) (1987)
- Down and Out in Beverly Hills (en) (1987)
- Super Flics (The Oldest Rookie) (1987-1988)
- Mama's Boy (1987-1988)
- La Maison en folie (Empty Nest) (7 saisons, 1988–1995)
- Pas de répit sur planète Terre (Hard Time on Planet Earth) (1989)
- Heartland (en) (1989)
- The Nutt House (1989)

### Années 2000
- Wonderland (2000)
- Clerks: The Animated Series (2000)
- Daddio (2000)
- Gideon's Crossing (2000-2001)
- The Trouble with Normal (2000)
- Ma famille d'abord (My Wife and Kids) (2001-2005)
- Alias (2001-2006)
- According to Jim (2001-2009)
- Bob Patterson (2001)
- C'est pas ma faute ! (Maybe It's Me) (2001-2002)
- Scrubs (2001-2008)
- Wednesday 9:30 (8:30 Central) (2002)
- Imagine That (2002)
- Clone High (2002-2003)
- Monk (2002-2009)
- Playmakers (2003)
- Miracles (2003)
- Life with Bonnie (2002-2004)
- Touche pas à mes filles (8 Simple Rules) (2002-2005)
- Less than Perfect (2002-2006)
- Shérifs à Los Angeles (10-8: Officers on Duty) (2003-2004)
- La Star de la famille (Hope & Faith) (2003-2006)
- Tout est relatif (It's All Relative) (2003-2004)
- Line of Fire (2003-2004)
- Lost at Home (2003)
- Veritas: The Quest (2003)
- Agence Matrix (Threat Matrix) (2003-2004)
- Kingdom Hospital (2004)
- Kevin Hill (2004-2005)
- Rodney (2004-2006)
- Lost : Les Disparus (Lost) (2004-2010)
- Desperate Housewives (2004-2012)
- La Vie comme elle est (Life As We Know It) (2004-2005)
- Tilt (2005)
- Empire (2005)
- Grey's Anatomy (2005-)
- Esprits criminels  (Criminal Minds) (2005-)
- Commander in Chief (2005-2006)
- Night Stalker : Le Guetteur (Night Stalker) (2005)
- Ghost Whisperer (2005-2010)
- Kyle XY (2005-2009)
- What About Brian (2006-2007)
- Three Moons Over Milford (2006)
- Dernier Recours (In Justice) (2006)
- Crumbs (2006)
- Alex Rose (Courting Alex) (2006)
- Brothers and Sisters (2006-2011)
- Day Break (2006)
- Six Degrees (2006-2007)
- Destination 11 septembre (The Path to 9/11) (2006)
- Ugly Betty (2006-2010)
- Dirt (2007-2008)
- In Case of Emergency (2007)
- Les As du braquage (The Knights of Prosperity) (2007)
- American Wives (Army Wives) (2007-2013)
- October Road, un nouveau départ (October Road) (2007-2008)
- Cavemen (2007)
- Cane (2007)
- Carpoolers (2007-2008)
- Le Diable et moi (Reaper) (2007-2009)
- Private Practice (2007-2013)
- Dirty Sexy Money (2007-2008)
- Samantha qui ? (Samantha Who?) (2007-2009)
- Life on Mars (2008-2009)
- Eli Stone (2008-2009)
- Legend of the Seeker : L'Épée de vérité (Legend of the Seeker) (2008-2010)
- In the Motherhood (2009)
- Flashforward (2009-2010)
- La Nouvelle Vie de Gary (Gary Unmarried) (2009-2010)
- Cougar Town (2009-2015)
- Castle (2009-2016)

### Années 2010
- Scoundrels (2010)
- Detroit 1-8-7 (2010-2011)
- My Generation (2010)
- Super Hero Family (No Ordinary Family) (2010-2011)
- Off the Map : Urgences au bout du monde (Off the Map) (2011)
- Criminal Minds: Suspect Behavior (2011)
- Body of Proof (2011-2013)
- Happy Endings (2011-2013)
- The Protector (2011)
- Georgia dans tous ses états (State of Georgia) (2011)
- Revenge (2011-2015)
- Once Upon a Time (2011-2018)
- Man Up (2011)
- GCB (2012)
- The River (2012)
- Missing : Au cœur du complot (Missing) (2012)
- Scandal (2012-2018)
- Perception (2012-2015)
- Nashville (2012-2017, saisons 1 à 5)
- The Neighbors (2012-2014)
- Zero Hour (2013)
- Red Widow (2013)
- Devious Maids (2013-2016)
- Trophy Wife (2013-2014)
- Marvel : Les Agents du SHIELD (Marvel's Agents of S.H.I.E.L.D.) (2013-2020)
- Betrayal (2013-2014)
- Lucky 7 (2013)
- Once Upon a Time in Wonderland (2013-2014)
- Hello Ladies (2013)
- Killer Women (2014)
- Intelligence (2014)
- Mixology (2014)
- Resurrection (2014-2015)
- Red Band Society (2014-2015)
- Black-ish (2014-2022)
- Murder (How to Get Away with Murder) (2014-2020)
- Manhattan Love Story (2014)
- Galavant (2015-2016)
- Agent Carter (2015-2016)
- Secrets and Lies (2015-2016)
- American Crime (2015-2017)
- Daredevil (2015-2018)
- The Whispers (2015)
- The Astronaut Wives Club (2015)
- The Muppets (2015-2016)
- Quantico (2015-2018)
- Grandfathered (2015)
- Code Black (2015-2018)
- Dr. Ken (2015-2017)
- Wicked City (2015)
- Jessica Jones (2015-2019)
- The Catch (2016-2017)
- Madoff, l'arnaque du siècle (Madoff) (2016)
- The Real O'Neals (2016-2017)
- Of Kings and Prophets (2016)
- The Family (2016)
- Esprits criminels : Unité sans frontières (2016-2017)
- Uncle Buck (2016)
- Speechless (2016-2019)
- Designated Survivor (2016-2018, saisons 1 et 2)
- Notorious (2016)
- Conviction (2016-2017)
- Luke Cage (2016-2018)
- American Housewife (2016-2021)
- Marvel's Agents of SHIELD : Vendetta (Marvel's Agents of SHIELD: Slingshot) (2016)
- When We Rise (2017)
- Imaginary Mary (2017)
- Iron Fist (2017-2018)
- Still Star-Crossed (2017)
- Downward Dog (2017)
- The Defenders (2017)
- Good Doctor (The Good Doctor) (2017-)
- Inhumans (2017)
- The Mayor (2017-2018)
- Kevin (Probably) Saves the World (2017-2018)
- The Punisher (2017-2019)
- Grey's Anatomy: B-Team (2018)
- For the People (2018-2019)
- Grey's Anatomy : Station 19 (Station 19) (2018-)
- Alex, Inc. (en) (2018)
- The Crossing (2018)
- Take Two, enquêtes en duo (Take Two) (2018)
- A Million Little Things (2018-2023)
- Single Parents (2018-2020)
- The Kids Are Alright (2018-2019)
- The Rookie : Le flic de Los Angeles (The Rookie) (2018-)
- Schooled (2019-2020)
- The Fix (2019)
- Bless This Mess (2019-2020)
- Grand Hotel (2019)
- Mixed-ish (2019-2021)
- Emergence (2019-2020)
- Stumptown (2019-2020)

### Années 2020
- For Life (2020-2021)
- Histoires fantastiques (Amazing Stories) (2020)
- The Baker and the Beauty (2020)
- United We Fall (2020)
- Woke (2020-2022)
- Helstrom (2020)
- The Wilds (2020-2022)
- Call Your Mother (2021)
- Dr Harrow (Harrow) (2021 ; saison 3, saisons 1 et 2 via ABC Studios International)
- Les Petits Champions : Game Changers (The Mighty Ducks: Game Changers) (2021-2022)
- Home Economics (2021-2023)
- Rebel (2021)
- Big Shot (2021-2022)
- Grown-ish (2021-2024 ; saisons 4 à 6, saisons 1 à 3 via ABC Signature Studios)
- Godfather of Harlem (2021- ; depuis saison 2, saison 1 via ABC Signature Studios)
- Queens (2021-2022)
- Promised Land (2022)
- Dollface (2022 ; saison 2, saison 1 via ABC Signature Studios)
- Everything's Trash (2022)
- Five Days at Memorial (2022)
- This Fool (2022-2023)
- Bad Sisters (2022-)
- Reasonable Doubt (2022-)
- The Rookie: Feds (2022-2023)
- Anatomie d'un divorce (Fleishman Is in Trouble) (2022)
- Trésors perdus : le secret de Moctezuma (National Treasure: Edge of History) (2022-2023)
- The Nanny (The Watchful Eye) (2023)
- Unprisoned (2023-)
- Tiny Beautiful Things (2023)
- Saint X (2023)
- Une lueur d'espoir (A Small Light) (2023)
- Les Muppets Rock (The Muppets Mayhem) (2023)
- Black Cake (2023)
- Meurtres et Autres Complications (Death and Other Details) (2024)
- Under the Bridge (2024)
- High Potential (2024)

## Liste des séries produites via ABC Signature Studios (2013-2020)

Logo de la mini-entreprise.

Les séries suivantes ont été produites via ABC Signature Studios avant la fusion avec ABC Studio, quand la mini-entreprise était alors indépendante. Lors de la fermeture de la filiale, les productions en cours ont été transférées à la branche principale.

### Années 2010
- Mistresses (2013-2016)
- Benched (2014)
- Blood and Oil (2015)
- Dead of Summer : Un été maudit (Dead of Summer) (2016)
- Guerrilla (2017)
- SMILF (2017-2019)
- Runaways (2017-2019)
- Grown-ish (2018-2021 ; saisons 1 à 3) - Rem : dès la saison 4, via ABC Signature
- Cloak & Dagger (2018-2019)
- All About The Washingtons (2018)
- Godfather of Harlem (2019 ; saison 1) - Rem : dès la saison 2, via ABC Signature
- Dollface (2019 ; saison 1) - Rem : dès la saison 2, via ABC Signature

### Années 2020
- High Fidelity (2020)
- Little Fires Everywhere (2020)

## Liste des séries produites via ABC Studios International (2018-2020)
Les séries suivantes ont été produites via ABC Studios International. Après sa fermeture en 2020, les productions en cours ont été transférées à la branche principale.
- Dr Harrow (Harrow) (2018-2019 ; saisons 1 et 2)
- Reef Break (2019)
- The Gloaming (2020 , saison 1) - Rem : dès la saison 2, via ABC Signature

## Liste des téléfilms
- 1987 :
  - Flics et Hors-La-Loi (U.S. Marshals: Waco & Rhinehart)
  - Our Planet Tonight
  - Mickey and Nora
  - Cameo by Night
- 1989 : Adventures in Babysitting
- 1990 :
  - Blue Bayou
  - We'll Take Manhattan
  - Appearances
  - Bar Girls
  - Turner & Hooch
  - The Knife & Gun Club
  - Anna
- 1991 :
  - Tag Team
  - Our Shining Moment
  - Acting Sheriff
- 1992 : Country Estates
- 1994 :
  - The Corpse Had a Familiar Face
  - Black Sheep
- 1995 :
  - Meurtres en série (Deadline for Murder: From the Files of Edna Buchanan)
  - Family Values
- 1997 : Steel Chariots
- 1998 : Max Q (Max Q: Emergency Landing)
- 2001 :
  - South Pacific
  - Anne Frank
  - Drôle de vie : La réunion (The Facts of Life Reunion)
- 2002 : 
  - The Pennsylvania's Miners Story
  - Nancy Drew, journaliste-détective (Nancy Drew)
- 2003 : 
  - X-Team
  - Beautiful Girl
  - The Music Man
  - Phénomènes (Phenomenon II)
- 2004 : 
  - Le crash du vol 323 (NTSB: The Crash of Flight 323)
  - Celeste in the City
- 2005 : 
  - Their Eyes Were Watching God
  - Romy and Michele: In the Beginning
  - La Petite Maison dans la prairie (Little House on the Prairie)
  - Le Magicien d'Oz des Muppets (The Muppets' Wizard of Oz)
  - Once Upon a Mattress
- 2006 : Désolation (Desperation)
- 2015 : Point of Honor
- 2016 : Confirmation

## Liste des émissions, divertissements et télé-réalités
Note : Les programmes indiqués en gras sont en cours de diffusion.

### Années 1980-90
- At the Movies (1986-2010)
- Today's Business (1986-1987)
- Win, Lose or Draw (1987-1990)
- Live! with... (1988-)
- The Challengers (1990-1991)
- The Crusaders (1993-1995)
- Countdown at the Neon Armadillo (1993)
- Mike & Maty (1994-1996)
- Judge for Yourself (1994-1995)
- Danny (1995-1996)
- The Stephanie Miller Show (1995-1996)
- Debt (1996-1998)
- Vital Signs (1997)
- Make Me Laugh (1997-1998)
- Win Ben Stein's Money (1997-2003)
- The Keenen Ivory Wayans Show (1997-1998)
- Who Wants to Be a Millionaire? (1999-2002)
- Your Big Break (1999-2000)

### Années 2000-20
- The Ainsley Harriott Show (2000)
- House Calls (2000-2001)
- The Wayne Brady Show (2001-2004)
- Iyanla (2001-2002)
- The Amazing Race (2001-)
- The Last Resort (2003)
- The Family (2003)
- Jimmy Kimmel Live! (2003-)
- Who Wants to Be a Super Millionaire (2004)
- The Tony Danza Show (2004-2006)
- Katie (2012-2014)
- FABLife (2015-2016)
- The Alec Baldwin Show (2018)
- Chien d'aveugle en devenir (Pick of the Litter) (2019-)
- Souvenirs de tournage (Prop Culture) (2020-)
- Ink & Paint (dès 2020)